# Youri Kayembe Kalenga
Pour les articles homonymes, voir Kalenga.
Youri Kayembe Kalenga est un boxeur professionnel franco-congolais, né le 27 mars 1988 à Kinshasa.

## Carrière professionnelle
Passé dans les rangs professionnels en 2010, il remporte le tournoi de France en 2011 puis la coupe de la ligue l'année suivante.
Il gagne son 9e combat pro en moins d'une minute contre Attila Palko, un boxeur hongrois de 25 ans au palmarès solide (11 combats, 9 victoires par KO, classé second boxeur hongrois). Palko met un genou à terre après un uppercut porté alors que le combat venait à peine de débuter. Il est compté une première fois puis un second crochet a raison du hongrois.
Le 8 juin 2013, Kalenga combat Iago Kiladze à Berlin. À ce moment, les deux boxeurs sont invaincus.  Le boxeur français affiche 15 victoires (dont 9 victoires avant la limite) tandis que l'ukrainien Kiladze affiche 20 victoires (dont 13 avant la limite). Le combat se termine par une victoire de Kalenga sur un crochet du droit dévastateur à 54 secondes de la fin du second round. C'est alors Arturs Kulikauskis à Riga en Lettonie. Il perd aux points. Kalenga combat ensuite Cesar David Crenz, un boxeur argentin, à Dublin le 15 février 2014. Il gagne par KO au 3e round avec une droite puissante.
Le 21 juin 2014, il bat aux points le polonais Mateusz Masternak et s'empare du titre de champion WBA par intérim des poids lourds-légers. Le 15 novembre suivant, Kalenga défend son titre au Canada face à Denton Daley (alors invaincu en 12 combats) par KO au 12e et dernier round.
Chalengeur pour le titre mondial WBA des poids lourds-légers, il affronte le 10 avril 2015 le champion en titre russe Denis Lebedev à Moscou mais s'incline aux points à l'unanimité des juges. Le 20 mai 2016, il combat contre le boxeur cubain Yunier Dorticos pour le championnat du monde WBA des poids lourds-légers par intérim au palais des sports de Paris et perd par arrêt de l'arbitre au 10e round. En décembre 2016, il bat l'allemand Adam Gadajew et est ensuite battu aux points le 9 septembre 2017 par Kevin Lerena pour le gain du titre vacant IBO puis par Masternak lors du combat revanche le 21 avril 2018.
Youri est ensuite coaché par Nicolas Vanackère, fils du manager de 12 rounds promotion, Alain Vanackère, et frère du boxeur Antoine Vanackère.
Le 12 février 2022, Youri s'incline aux points face à l'allemand Noel Gevor en Lettonie pour le compte de la ceinture WBC Silver lourds-légers.

## Liste des combats professionnels de Youri Kayembre Kalenga
| 34 combats      | 27 victoires | 7 défaites |
| Avant la limite | 20           | 3          |
| Sur décision    | 7            | 4          |

| Décision possible : KO • TKO (KO technique) • UD (décision aux points unanime) • MD (décision aux points majoritaire) • SD (décision aux points partagée) • D (match nul) • NC (sans décision) • RTD (abandon) |        |                           |      |         |                   |                     |                                                         |
| Résultat | Record | Adversaire                | Type | Round   | Date              | Lieu                | Notes                                                   |
| Défaite | 23-5   | Mateusz Masternak         | RTD  | 8 (12)  | 21 avril 2018     | Częstochowa         | Titre WBO Europe vacant des poids lourds-légers en jeu. |
| Défaite | 23-4   | Kevin Lerena              | SD   | 12      | 9 septembre 2017  | Johannesburg        | Titre IBO vacant des poids lourds-légers en jeu.        |
| Victoire | 23-3   | Adam Gadajew              | TKO  | 4 (8)   | 31 mars 2017      | Paris               |                                                         |
| Défaite | 22-3   | Yunier Dorticos           | TKO  | 10 (12) | 20 mai 2016       | Paris               | Titre WBA par intérim des poids lourds-légers en jeu.   |
| Victoire | 22-2   | Roberto Feliciano Bolonti | KO   | 9 (10)  | 7 novembre 2015   | Monaco              |                                                         |
| Défaite | 21-2   | Denis Lebedev             | UD   | 12      | 10 avril 2015     | Moscou              | Titre WBA des poids lourds-légers en jeu.               |
| Victoire | 21-1   | Denton Daley              | KO   | 12 (12) | 15 novembre 2014  | Mississauga         | Titre WBA par intérim des poids lourds-légers en jeu.   |
| Victoire | 20-1   | Mateusz Masternak         | SD   | 12      | 21 juin 2014      | Monte-Carlo         | Titre WBA par intérim des poids lourds-légers en jeu.   |
| Victoire | 19-1   | Cesar David Crenz         | KO   | 3 (10)  | 15 février 2014   | Dublin              |                                                         |
| Victoire | 18-1   | Hari Miles                | TKO  | 8 (10)  | 21 décembre 2013  | Elche               |                                                         |
| Victoire | 17-1   | Giorgi Tevdorashvili      | TKO  | 2 (8)   | 2 novembre 2013   | Loon-Plage          |                                                         |
| Défaite | 16-1   | Arturs Kulikauskis        | UD   | 10      | 14 septembre 2013 | Riga                |                                                         |
| Victoire | 16-0   | Iago Kiladze              | KO   | 2 (10)  | 8 juin 2013       | Berlin              |                                                         |
| Victoire | 15-0   | Jiri Svacina              | TKO  | 2 (6)   | 13 février 2013   | Gravelines          |                                                         |
| Victoire | 14-0   | Jozsef Nagy               | KO   | 2 (6)   | 30 novembre 2012  | Paris               |                                                         |
| Victoire | 13-0   | Jindrich Velecky          | UD   | 6       | 16 novembre 2012  | Calais              |                                                         |
| Victoire | 12-0   | Prince Anthony Ikeji      | TKO  | 2 (6)   | 4 mai 2012        | Levallois-Perret    |                                                         |
| Victoire | 11-0   | Martial Bella Oleme       | UD   | 10      | 21 avril 2012     | Gravelines          |                                                         |
| Victoire | 10-0   | Remigijus Ziausys         | UD   | 6       | 31 mars 2012      | Issoudun            |                                                         |
| Victoire | 9-0    | Attila Palko              | KO   | 1 (6)   | 3 décembre 2011   | Grand-Fort-Philippe |                                                         |
| Victoire | 8-0    | Remigijus Ziausys         | UD   | 6       | 28 octobre 2011   | Loon-Plage          |                                                         |
| Victoire | 7-0    | David Radeff              | TKO  | 2 (6)   | 1er juillet 2011  | Gravelines          |                                                         |
| Victoire | 6-0    | Isossa Mondo              | KO   | 1 (6)   | 9 avril 2011      | Issoudun            |                                                         |
| Victoire | 5-0    | Valerijs Gubins           | TKO  | 1 (6)   | 12 février 2011   | Gravelines          |                                                         |
| Victoire | 4-0    | Isossa Mondo              | UD   | 6       | 4 décembre 2010   | Gravelines          |                                                         |
| Victoire | 3-0    | David Radeff              | RTD  | 2 (6)   | 23 octobre 2010   | Grand-Fort-Philippe |                                                         |
| Victoire | 2-0    | Taffo Asongwed            | UD   | 6       | 10 avril 2010     | Gravelines          |                                                         |
| Victoire | 1-0    | Engin Karakaplan          | TKO  | 3 (6)   | 27 février 2010   | Gravelines          | Débuts professionnels.                                  |